# Сычев, Владилен Иванович
Владилен Иванович Сычев (6 октября 1945, Одесса — 14 августа 2024, Москва) — советский и российский военачальник, генерал-полковник. Доктор социологических наук (2001), профессор.

## Биография
В Вооружённых Силах СССР с 1964 года. Окончил Ульяновское гвардейское высшее танковое командное училище имени В. И. Ленина в 1968 году. Долгое время служил в танковых войсках: командир учебного танкового взвода, с 1972 — командир роты, с 1974 — командир батальона учебных танков, с 1975 — начальник штаба полка.
В 1978 году окончил Военную академию бронетанковых войск имени Маршала Советского Союза Р. Я. Малиновского. С 1978 года командовал полком обеспечения учебного процесса, с 1980 года — заместитель командира танковой дивизии, с 1985 по 1987 год — командир танковой дивизии. В 1987 году направлен на учёбу в академию. В 1989 году окончил Военную академию Генерального штаба Вооружённых Сил СССР имени К. Е. Ворошилова. С 1989 года — первый заместитель командующего армией (Туркестанский военный округ). С 1992 по 1994 год — командующий армией (Дальневосточный военный округ). Служил в Московском военном округе, Среднеазиатском военном округе, Южной группе войск (Венгрия). Воинское звание «генерал-лейтенант» присвоено в 1993 году.
С 1994 года служил в МЧС России, в декабре этого года был назначен начальником Академии гражданской защиты МЧС России. С 31 октября 2003 года по 1 октября 2004 года — заместитель министра Российской Федерации по делам гражданской обороны, чрезвычайных ситуаций и ликвидации последствий стихийных бедствий. С 1 октября 2004 года — главный военный эксперт МЧС России. С октября 2005 года в запасе.
Умер 14 августа 2024 года после продолжительной болезни в Москве в возрасте 78 лет. Похоронен на Федеральном военном мемориале «Пантеон защитников Отечества».

## Награды
- орден «За заслуги перед Отечеством» IV степени (14.02.2001[6])
- орден Почёта
- орден «За службу Родине в Вооружённых Силах СССР» III степени
- медали
- Лауреат Государственной премии Российской Федерации им. Маршала Советского Союза Г. К. Жукова (2005[7])